# Girolamo Dandini
Girolamo Dandini (Cesena, 25 de março de 1509 - Roma, 4 de dezembro de 1559) foi um cardeal do século XVII

## Biografia
Nasceu em Cesena em 25 de março de 1509. Filho de Anselmo Dandini e Giovanna Muratini. Seu sobrenome também está listado como Dandino. Parente do Cardeal Ercole Dandini (1823).
Estudou na Universidade de Bolonha, onde obteve o doutorado em utroque iure, tanto em direito canônico quanto em direito civil..
Foi para Roma e tornou-se secretário do Papa Paulo III. Apostólico protonotário..
Clérigo de Caserta..
Eleito bispo de Caserta, 14 de novembro de 1545. Consagrado, sábado, 21 de março de 1545, na capela Sistina, Roma, por Girolamo de Toscanella, bispo de Castro no Lácio, auxiliado por Luigi Magnasco, bispo de Assis e por Augustin Stechus, titular bispo de Cisamus. Transferido para a sé de Ímola, de 17 de maio de 1546 até 11 de maio de 1552. Abade comendador de S. Firmino, Ímola. Núncio ad interim perante os reis Francisco e Henrique II da França para negociar a paz e concordar com a celebração de um concílio geral, de junho de 1543 a maio de 1544. Núncio ad interimna França para se opor à expansão do protestantismo, de julho de 1546 a setembro de 1547. Internúncio perante o imperador Carlos V para negociar a continuação do Concílio de Trento e obter assistência para a guerra de Parma e Mirandola. Nomeado comissário geral do exército papal..
Criado cardeal sacerdote no consistório de 20 de novembro de 1551; recebeu o chapéu vermelho e o título de S. Matteo em Merulana, 4 de dezembro de 1551. Legado a latere perante o imperador para negociar a paz entre ele e o rei da França. Nomeado secretário de Estado, cargo criado para remediar a incompetência do cardeal nipote Innocenzo Ciocchi del Monte. Abade comendador de S. Bartolomeo del Bosco, Ferrara. Participou do Conclave de abril de 1555, que elegeu o Papa Marcelo II. Participou do Conclave de maio de 1555, que elegeu o Papa Paulo IV. Optou pelo título de S. Marcello, 25 de outubro de 1555. Participou do conclave de 1559, que elegeu o Papa Pio IV; adoeceu, teve que deixar o conclave em 3 de dezembro de 1559..
Morreu em Roma em 4 de dezembro de 1559, em seu palácio próximo à igreja de S. Marcello, Roma. Sepultado junto ao altar-mor da igreja de S. Marcello, Roma.